# Пильчин, Виктор Владимирович

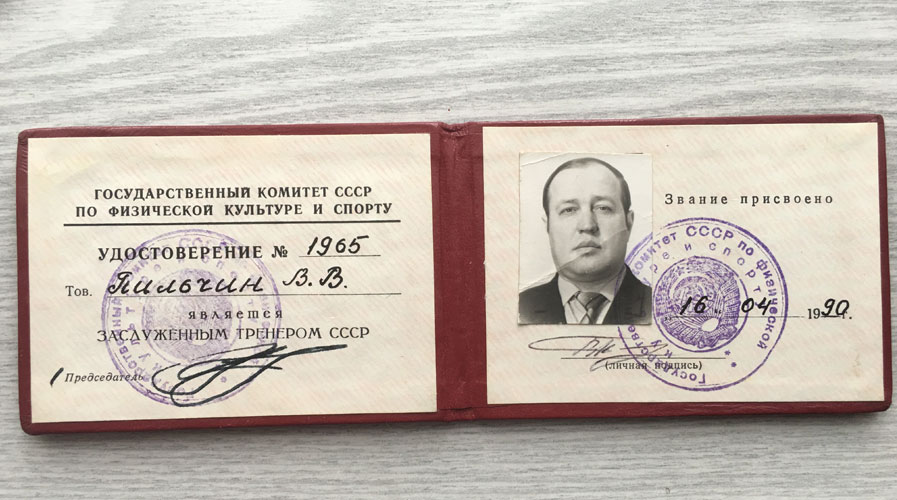
Пильчин Виктор Владимирович. Удостоверение Заслуженного тренера СССР.

Виктор Владимирович Пильчин (6 апреля 1940, Москва, СССР — 26 мая 2004, Москва) — советский яхтсмен, Почётный мастер спорта СССР, Заслуженный тренер СССР, участник трёх Олимпийских игр: 1960, 1964, 1968. Многократный чемпион СССР по парусному спорту.

## Биография
Отец — Пильчин Владимир Абрамович (1915—1984), мама — Пильчина Анна Андреевна (1912—1980), брат — Пильчин, Юрий Владимирович (1937—2012).
Виктор начал заниматься парусным спортом с 1952 года в яхт-клубе «Спартак», город Долгопрудный.
Был пионером освоения класса «Летучий голландец» в СССР.
В парусной сборной СССР с 1958 по 1968 год. Многократный чемпион СССР в классе «Летучий голландец».
На Летних Олимпийских играх 1960, в возрасте 20-и лет, был шестым в классе «Летучий голландец» вместе с рулевым Александром Шелковниковым.
На Летних Олимпийских играх 1964 был пятым в классе «Летучий голландец» снова вместе с рулевым Шелковниковым. Поломка рулевого управления не позволила им завоевать медаль.
На Летних Олимпийских играх 1968 был 15-м в классе «Летучий голландец» вместе с рулевым Львом Рваловым.
Окончил ГЦОЛИФК в 1974 году.
С 1968 года тренер детско-юношеской спортивной школы в родном яхт-клубе «Спартак».
1972—1976 — тренер Сборной команды СССР в классе Торнадо.
1976—1981 — старший тренер сборной  ВЦСПС (Профсоюзов).
1982—1991 — старший тренер Сборной команды СССР в классе Торнадо.
Имел квалификации судьи республиканской категории и мерителя олимпийских и юношеских классов яхт.
В 90-е годы ХХ-го века работал инженером по технике безопасности на автопредприятии Москвы
Урна с прахом захоронена в колумбарии на Ваганьковском кладбище.

## Государственные награды
- Медаль «За трудовое отличие» (16.09.1960) — за успешные выступления в XVII летних и VIII зимних Олимпийских играх 1960 года, а также за выдающиеся спортивные достижения[3]
- Почётный мастер спорта СССР.
- Заслуженный тренер СССР.